# ナッシュビル・サウンド
ナッシュビル・サウンド (Nashville sound ) は、1950年代後期のアメリカ合衆国のカントリー・ミュージックを基礎としたサブジャンル。1940年代から1950年代に最も人気があったホンキートンクの優性。時代や様相を言及するものではなく、作品や1957年または1958年にテネシー州ナッシュビルで演奏されたサウンドそのものを指す。

## 起源
ナッシュビル・サウンドはテネシー州ナッシュビルのデッカ・レコード、RCAレコード、コロムビア・レコードのスタッフおよびマネージャーのスティーヴ・ショールズ、音楽プロデューサーのチェット・アトキンス、オウエン・ブラッドリー、ボブ・ファーガソン、レコーディング・エンジニアのビル・ポーターにより開始された。彼らは弦楽器、バック・コーラス、ささやくようなリード・ヴォーカルによる1950年代のポップ・ミュージックと、フィドル、スティール・ギター、鼻にかかったリード・ヴォーカルによるホンキートンク、そして敏腕プロデューサーとポップ・ミュージックの構成から新たなサウンドを作り上げた。プロデューサーたちはスタジオ・ミュージシャンの小さなグループで知られるナッシュビルAチームの早い順応性と創造性を頼り、彼らはヒット曲製作上不可欠となった。1960年代初頭、アニタ・カー・カルテットはバック・コーラス・グループの主流となった。1960年、『タイム』誌はナッシュビルについて「レコード製作においてニューヨークに次いで、ハリウッドと僅差で2番目に全米最大の都市」と記した。
カントリー研究者であるリッチ・キンズルは、1956年11月のファーリン・ハスキーによるヒット曲「Gone」について「ナッシュビル・サウンド形成に大きな役割を果たした」と記した。作家のコリン・エスコットは1957年2月のジム・リーヴズによる「Four Walls」を「ナッシュビル・サウンドの最初の曲」とし、同年後期のドン・ギブソンによる「オー・ロンサム・ミー（Oh Lonesome Me）」を例にしてRCAプロデューサーでギター奏者のチェット・アトキンスがナッシュビル・サウンドの創始者であるとした。
デイヴィッド・キャントウエルはエッセイ『Heartaches by the Number: Country Music's 500 Greatest Singles 』の中で、1956年7月のエルヴィス・プレスリーによるロックンロールの曲「冷たくしないで（Don't Be Cruel）」が現在ナッシュビル・サウンドと呼ばれる時代の幕開けとなったと記した。音楽研究者や批評家の多くはこのキャントウエルの意見に否定的で「冷たくしないで」は純粋なロカビリーであると考えている。事実、この曲はニューヨークで収録されている。「ナッシュビル・サウンド」という言葉は1958年の『Music Reporter』の記事で最初に登場し、1960年の『タイム』誌のリーヴズについての記事で再び登場した。
ナッシュビル・サウンドに関して、音楽プロデューサーのオウエン・ブラッドリーは「カントリー・ミュージックからフィドルとスティール・ギターをカットしてコーラスを追加した。しかしこれで終わりではない。新鮮さを保つために常に発展し続ける」と語った。

## カントリーポリタン
1960年代初頭、ナッシュビル・サウンドはカントリーとしてはライバルのベイカーズフィールド・サウンドにより、ポップとしてはブリティッシュ・インヴェイジョンにより変化し始め、これらのミックスはナッシュビル・サウンドの大スターパッツィー・クラインとジム・リーヴズの飛行機事故死により突然終息した。ナッシュビルのポップ・ソングは実際のオーケストラを用いて荘厳な弦楽器演奏を使用し、しばしばクワイアによるバック・コーラスを使用し、より洗練されたサウンドを形成してカントリーポリタンと呼ばれるようになった。カントリーポリタンは市場の主流を狙い、1960年代後期から1970年代初期にかけて成功をおさめた。タミー・ワイネットの初期の売り出しに尽力したプロデューサーのビリー・シェリル、およびグレン・サットンが協力してこのサウンドを構築した。カントリー ポリタンの典型的アーティストにはタミー・ワイネット、グレン・キャンベル(ただしナッシュビルではなくハリウッドでレコーディングした)、リン・アンダーソン、チャーリー・リッチ、チャーリー・プライドなどがいる。
カントリーポリタンがポップ・チャートの上位に入っている間も、カントリー愛好者の間ではベイカーズフィールド・サウンド、そしてのちのアウトロー・カントリーも流行していた。
ナッシュビル・サウンドとは何かと尋ねられたチェット・アトキンスはポケットに手を入れて小銭を鳴らし、「これだよ。金の音だ」と語った。

## カントリー・ポップ
1970年代後期から1980年代にかけて、多くのポップ歌手がカントリーポリタンのスタイルを用いてカントリー・ミュージックとソフトロックのフュージョンからカントリー・ポップを作り上げた。

## ナッシュビル・サウンドの例
当時のナッシュビル・サウンドの一例を以下に示す:
- Four Walls by ジム・リーヴズ (1957年)
- Gone by ファーリン・ハスキー (1957年)
- A Fallen Star by ジミー・C・ニューマン (1957年)
- オー・ロンサム・ミー Oh Lonesome Me by ドン・ギブソン (1958年)
- The Three Bells by ブラウンズ (1959年)
- 浮気はやめなよ He'll Have to Go by ジム・リーヴズ (1960年)
- Last Date by フロイド・クレイマー (1960年)
- I'm Sorry by ブレンダ・リー (1960年)
- I Fall to Pieces by パッツィー・クライン (1961年)
- Hello Fool by ラルフ・エムリー (1961年)
- A Little Bitty Tear, Call Me Mister In-Between, It's Just My Funny Way of Laughin' by バール・アイヴス (フォーク歌手) (1962年)
- この世の果てまで The End of the World by スキーター・デイヴィス (1963年) ポップ・チャートで大ヒット
- Here Comes My Baby by ドッティ・ウエスト (1964年)
- Make the World Go Away by エディ・アーノルド (1965年)
- Misty Blue by ウイルマ・バージェス (1966年)
- Danny Boy by レイ・プライス (1967年)

## カントリーポリタンの例
- (I Never Promised You a) Rose Garden by リン・アンダーソン (1971年)
- Help Me Make It Through the Night by サミ・スミス (1971年)
- Kiss an Angel Good Morning by チャーリー・プライド
- Behind Closed Doors by チャーリー・リッチ (1973年)
- The Most Beautiful Girl by チャーリー・リッチ (1973年)
- Paper Roses by マリー・オズモンド (1973年)
- Rhinestone Cowboy by グレン・キャンベル (1975年)
- He Stopped Loving Her Today by ジョージ・ジョーンズ (1980年)
- Slow Hand by コンウエイ・トゥイッティ (1982年)
- ロニー・ミルサップの曲
- Lady, You Decorated My Lifeなど by ケニー・ロジャース
- When I Think About Cheatin' by グレッチェン・ウイルソン (2004年)

## 関連事項
- グランド・オール・オプリ
- ナッシュビルAチーム
- ナッシュビル・サウンズ - ナッシュビル・サウンドに因み名付けられた野球チーム